# Експансія (серія романів)
«Експансія» (інший переклад назви — Простір, англ. The Expanse) — серія науково-фантастичних літературних творів Джеймса С. А. Корі, що є творчим псевдонімом авторів Деніела Абрагама і Тая Френка. Перший роман, «І прокинеться Левіафан», було номіновано на премію «Г'юго» 2012 року. Уся серія на цю премію була номінована 2017 року й отримала звання найкращої 2020 року.

## Видання
«Експансія» складається з дев'яти основних романів та семи коротших робіт. 15 березня 2022 року вийшли остання пов'язана з серією повість «Гріхи наших батьків» та повна збірка коротких творів з авторськими коментарями «Легіон пам'яті». Книжки серії перекладені більше ніж десятьма мовами. Українською роман «І прокинеться Левіафан» був опублікований у травні 2021 року видавництвом «НК Богдан» в перекладі Олеся Петіка.

### Романи
| # | Назва                    | Стор.   | Видано              | ISBN                                                  |
| - | ------------------------ | ------- | ------------------- | ----------------------------------------------------- |
| 1 | «І прокинеться Левіафан» | 592 480 | 15 червня 2011 2021 | EN: ISBN 978-0-316-12908-4 UK: ISBN 978-966-10-6431-6 |
| 2 | Війна Калібана           | 595 480 | 26 червня 2012 2021 | EN: ISBN 978-1-841-49990-1 UK: ISBN 978-966-10-6682-2 |
| 3 | Брама Абаддона           | 539 464 | 4 липня 2013 2022   | EN: ISBN 978-0-316-12907-7 UK: ISBN 978-966-10-6769-0 |
| 4 | На згарищі Сіболи        | 583 528 | 17 червня 2014 2023 | EN: ISBN 978-0-316-21762-0 UK: ISBN 978-966-10-6775-1 |
| 5 | Ігри Немезиди            | 544 480 | 2 червня 2015 2024  | EN: ISBN 978-0-316-21758-3 UK: ISBN 978-966-10-8063-7 |
| 6 | У попелі Вавилону        | 608 464 | 6 грудня 2016 2025  | EN: ISBN 978-0-316-33474-7 UK: ISBN 978-966-10-9133-6 |
| 7 | Сходження Персеполю      | 560     | 5 грудня 2017       | ISBN 978-0-316-33283-5                                |
| 8 | Лють Тіамат              | 544     | 26 березня 2019     | ISBN 978-0-316-33286-6                                |
| 9 | Падіння Левіафана        | 528     | 30 листопада 2021   | ISBN 978-0-316-33291-0                                |

### Короткі твори
| #   | Назва                         | Стор. | Час події                                 | Видано            | ISBN                   |
| --- | ----------------------------- | ----- | ----------------------------------------- | ----------------- | ---------------------- |
| 0.1 | «Двигун»                      | 7     | до «І прокинеться Левіафан»               | 27 листопада 2012 | ISBN 978-1-781-08056-6 |
| 0.3 | «Колотнеча»                   | 75    | до «І прокинеться Левіафан»               | 29 квітня 2014    | ISBN 978-0-316-21766-8 |
| 0.5 | «М'ясник і станція Андерсона» | 40    | до «І прокинеться Левіафан»               | 17 жовтня 2011    | ISBN 978-0-316-20407-1 |
| 2.5 | «Боги ризику»                 | 75    | між «Війна Калібану» та «Брама Абадона»   | 15 вересня 2012   | ISBN 978-0-316-21765-1 |
| 3.5 | «Необхідна Безодня»           | 74    | між «Брама Абадону» та «Пожежа Сіболи»    | 15 жовтня 2015    | ISBN 978-0-316-21756-9 |
| 6.5 | «Дивні Пси»                   | 64    | між «Попіл Вавилону» та «Зліт Персеполю»  | 18 липня 2017     | ISBN 978-0-316-21757-6 |
| 7.5 | «Оберон»                      | 75    | між «Зліт Персеполю» та «Лють Тіамат»     | 12 листопада 2019 | ISBN 978-0-316-21767-5 |
| 9.5 | «Гріхи наших батьків»         | 64    | після «Падіння Левіафана»                 | 15 березня 2022   | ISBN 978-0-3166-6907-8 |
|     | «Легіон пам'яті»              | 432   | повне зібрання короткої прози «Експансії» | 15 березня 2022   | ISBN 978-0-316-66914-6 |

## Сюжет

### Тло «Експансії»
Твори серії описують пригоди низки героїв на тлі політичних, культурних та економічних подій XXIV століття у Сонячній системі, а згодом і за її межами. Людство колонізувало Місяць, Марс, астероїди та супутники планет-гігантів завдяки двигуну Епштайна. Цей двигун дозволяє досягати до 5 % швидкості світла і подорожі в межах системи займають лічені дні. Свого часу Марс виборов незалежність від Землі в обмін на двигун Епштейна, пізніше колонії на астероїдах і супутниках також оформилися в окрему фракцію.
Земля перенаселена і понад половина з 30 млрд її жителів знаходиться на базовому забезпеченні (Basic Assistance), що задовільняє лише мінімальні потреби. Земля та Місяць керуються Об'єднаними націями (United Nations) — розширеною ООН.
Марс незалежний від Землі, перебуває у володінні Марсіанської Конгресійної Республіки (Martian Congressional Republic). На цій планеті активно розбудовуються міста під куполами та здійснюється тераформування. Марс розвиває передові військові технології, такі як маскування космічних кораблів. Через низьку силу тяжіння марсіани фізично слабші за землян.
Численні жителі космічних станцій, астероїдів та супутників інших планет об'єднуються неофіційним Альянсом Зовнішніх Планет (Outer Planets Alliance). Вони забезпечують Землю і Марс ресурсами, попри формальну автономію. Населення астероїдів і станцій потерпає від нестачі води і повітря, що слугує підставою до бунтів і виникнення терористичних рухів. Унаслідок життя в невагомості чи дуже низькій силі тяжіння так звані поясники (Belters) значно вищі та худіші за землян і марсіан, не здатні повноцінно жити на поверхнях планет. У них формується власна мова, що є сумішшю англійської, німецької, інших романських мов, китайської, гінді та слов'янських мов.
Земля, Марс і Пояс через взаємні суперечності перебувають у стані холодної війни та готуються до повномасштабних військових дій. Головними героями серії «Експансія» є члени екіпажу корабля «Росинант», єдині вцілілі з космічного траулера «Кентербері», котрий зазнав нападу невідомого корабля. Вони розкривають існування субстанції протомолекули, що походить з-за меж Сонячної системи, котрою фракції людства намагаються заволодіти, щоб здобути військову перевагу. Протомолекула, однак, не контролюється цілком жодною з фракцій і виявляється інструментом зниклої позасонячної цивілізації. Вона будує за орбітою Урана величезне кільце, яке миттєво переносить до «Зони сповільнення» (Slow zone) з іншими фізичними законами, де розташовано 1300 інших кілець і кожне веде в іншу зоряну систему.
Почавши колонізацію планет за межами Сонячної системи, Земля, Марс і Пояс однак зберігають напругу у відносинах. Людство утворює умовну Людську імперію, в якій Марс виділяє Лаконіанську імперію. Паралельно з'ясовується, що творці кілець зникли через боротьбу з невідомою загрозою і експансія людства Всесвітом є частиною їхного таємничого плану.

### Персонажі
| Ім'я                    | Книги                                                  |
| ----------------------- | ------------------------------------------------------ |
| Джеймс Голден           | 1, 2, 3, 4, 5, 6, 7, 8 (пролог, інтерлюдія, епілог), 9 |
| Еймос Бертон            | 5, 6, 7, 9 (2 інтерлюдії)                              |
| Алекс Камал             | 5, 6, 7, 8, 9                                          |
| Наомі Наґата            | 5, 6, 7, 8, 9                                          |
| Джозеф Міллер           | 1                                                      |
| Джулі Мао               | 1 (пролог)                                             |
| Фред Джонсон            | 1 (епілог), 6                                          |
| Боббі Дрейпер           | 2, 4 (пролог), 6, 7, 8                                 |
| Крісьєн Авасарала       | 2, 4 (епілог), 6                                       |
| Праксідіке Менг         | 2, 6                                                   |
| Мей Менг                | 2 (пролог)                                             |
| Кларисса Мельпомена Мао | 3, 6, 7                                                |
| Аннушка Воловодова      | 3, 6 (епілог)                                          |
| Карлос «Бик» де Бака    | 3                                                      |
| Манео Юнг-Еспіноза      | 3 (пролог)                                             |
| Дмитро Хевлок           | 4                                                      |
| Бася Мертон             | 4                                                      |
| Елві Окоє               | 4, 8, 9                                                |
| Розслідувач             | 4 (інтерлюдії)                                         |
| Філіп Інарос            | 5 (пролог), 6                                          |
| Советерр                | 5 (епілог)                                             |
| Марко Інарос            | 6                                                      |
| Андерсон Доус           | 6                                                      |
| Мічіо Па                | 6                                                      |
| Саліс                   | 6                                                      |
| Якульський              | 6                                                      |
| Вандеркауст             | 6                                                      |
| Робертс                 | 6                                                      |
| Намоно                  | 6 (пролог)                                             |
| Паоло Кортасар          | 7 (пролог)                                             |
| Сантьяго Джілі Сінгх    | 7                                                      |
| Каміна Драммер          | 7                                                      |
| Вінстон Дуарте          | 7 (епілог), 9 (пролог)                                 |
| Тереза Дуарте           | 8, 9                                                   |
| Антон Трехо             | 9 (пролог)                                             |
| Аліана Танака           | 9                                                      |
| Файез Саркіс            | 9                                                      |
| Кіт Камал               | 9                                                      |
| Кара Біссет             | 9 (інтерлюдії)                                         |
| Джилліан Г'юстон        | 9                                                      |
| Екко Леві               | 9                                                      |
| Маррел Імвік            | 9 (епілог)                                             |

Команда «Росинанта», незалежного військового корабля, членами команди котрого є вцілілі члени екіпажу космічного траулера з видобутку льоду «Кентербері»:
- Джеймс «Джим» Р. Голден, капітан «Росинанта», землянин
- Наомі Наґата, «поясанка» (жителька Поясу), інженерка, старпомка та головна інженерка на «Росинанті»
- Еймос (Тімоті) Бертон, землянин, механік та «м'язи» «Росинанта»
- Алекс Камаль, марсіанський пілот «Росинанта»
- Роберта «Боббі» В. Дрейпер, марсіанський комендор-сержант 2-го Експедиціійного корпусу ФМКР (Флоту Марсіанської Когресійної Республіки англ. Martian Congressional Republic Navy)
- Клариса «Клер» Мельпомена Мао, також відома як Мельба Альжбета Кох, також відома як Персик, донька Жуля-П'єра Мао.

Зовнішні планети:
- Джозеф «Джо» Алоїз Міллер, «поясник», котрий працював детективом охоронної фірми Star Helix Security на Церері
- Джульєтта «Жулі» Андромеда Мао, найстарша дитина плутократа з Землі Жуля-П'єра Мао, колишня гонщиця на космічному човнику і новонавернена прихильниця Альянсу Зовнішніх Планет (АЗП)
- Фредерік «Фред» Луцій Джонсон, землянин, колишній десантник що отримав прізвисько «М'ясник зі Станції Андерсона», а зараз — лідер АЗП
- Доктор Праксидік «Пракс» Менг, головний ботанік проекту соєвої фабрики на Ганімеді та батько Мей Менг
- Карлос «Бик» Кабеза де Бака, член АЗП, офіцер служби безпеки на «Бегемоті» (величезному кораблі, створеному спочатку на замовлення церкви мормонів для подорожі до Тау Сеті)
- Бася «Баз» Мертон, зварник з Ганімеда, потім громадянин на Ілосі
- Манео «Нео» Юнг-Еспіноза, молодий «поясник» з Церери
- Філіп Інарос, підліток, член АЗП та син Марко Інареса та Наомі Наґата
- Каміна Драммер, голова безпеки Станції Тихо, потім президент Транспортного Союзу
- Аліана Танака, Шеф безпеки на борту Станції Медина

Марс:
- Советерр, капітан корабля ФМКР «Баркейт»

Земля:
- Дмитро Хевлок, підрядник з безпеки з Землі та колишній партнер Джо Міллера
- Крісьєн Авасарала, Помічниця заступника держсекретаря Воконавчої Адміністрації ООН, пізніше — Генеральний секретар ООН
- Доктор Елві Окоє, біолог з Землі
- Преподобна Доктор Аннушка «Анна» Воловодова, пастор Методист церкви Святого Іоанна на Європі та Землі
- Намоно «Ноно» Воловодова, дружина Анни, з якою має доньку Нані

Лаконія:
- Вінстон Дуарте, Верховний консул Лаконіанської імперії
- Тереза Дуарте, донька та спадкоємиця Високого консула
- Паоло Кортасар, колишній член відділу наноінформаційних досліджень «Протогену» головний дослідник на Лаконії.
- Сантьяго Джилі Сингх, капітан Імперського флоту Лаконії та командир корабля «Збираючий Бурю»
- Антон Трехо, верховний Адмірал Імперського флоту Лаконії та капітан корабля «Серце Бурі»

## Створення
Найбільшим впливом на «Експансію» були роман Альфреда Бестера «Зірки — мета моя» і фільм Рідлі Скотта «Чужий». Натхненням для серії були події часів Вавилону. Ідею в її основі Тай Френк розробив як пропозицію відеогри на початку 2000-х років, а потім роками проводив як настільну й текстову рольову гру. Деніела Абрагама, який був одним з гравців, вразила детальність світобудови гри, і він запропонував написати роман за її мотивами. До першої книги автори включили деяких персонажів і елементи сюжету гри, працюючи над другою книгою, вони окреслили сюжет усієї серії.

## Аудіокниги
Усі романи й короткі твори, крім ексклюзивного оповідання для рольової гри, вийшли формі аудіокниг, які озвучив Джефферсон Мейз. Видання першого роману було номіноване на премію «Ауді». Твори «На згарищі Сіболи», «Колотнеча» і «Боги ризику», які спочатку, через конфлікти з розкладом Мейза, озвучив Ерік Девіс, пізніше були перевидані. Автори Абрахам і Френк озвучили власні коментарі до збірки «Легіон пам'яті».

## Адаптації
2013 року права на книжкову серію придбала компанія Alcon Entertainment. 2014 року телеканал SyFy замовив їй виробництво першого сезону телесеріалу-адаптації «Простір», який транслював протягом трьох сезонів. Із 2019 року 4—6 сезони випускав інтернет-сервіс Amazon.
За мотивами серії виходили також настільні ігри від Green Ronin Publishing і WizKids, комп'ютерна гра The Expanse: A Telltale Series, серії коміксів від ComiXology й Boom! Studios. 2025 року російська компанія Owlcat Games анонсувала випуск комп'ютерної гри The Expanse: Osiris Reborn.

## Вплив
Інопланетна технологія з «Експансії» надихнула інженерку-електрикиню Дженніфер Голленбек з Лабораторії прикладної фізики Університету Джонса Гопкінса на розробку антени, яка змінює форму залежно від температури та може працювати на різних частотах як декілька статичних антен.